# Ксилотрех пантера
Ксилотре́х панте́ра (лат. Xylotrechus pantherinus Savenius, 1825) — вид жуків з родини вусачів.

## Хорологія
X. pantherinus — європейсько-сибірський вид у європейсько-сибірському зооґеографічному комплексі. Вид поширений в Європі, Кавказі, Росії. У Карпатському Єврорегіоні трапляється в передгір'ях на північно-східному та заходить в середньогір'я на південно-західному макросхилах Українських Карпат.

## Екологія
Приурочений до вербових гаїв. Комахи зустрічаються рідко, на зрубах та вітровалах, в купах дров вздовж річок, квітів не відвідують. Літ триває з червня по серпень. Личинка розвивається в деревині верби козячої (Salix caprea L.).

## Морфологія

### Імаго
Лоб у цього виду помітно звужений на середині. Передньоспинка довша за свою ширину, із охристими поздовжніми смугами та плямами. Забарвлення буре, часто чорне. Надкрила в рябому, охрового кольору, волосяному покриві, на фоні якого виділяються такого ж забарвлення перев'язь в другій третині, вершини та три плями біля середини. Довжина тіла 10-16 мм.

### Личинка
У личинки з кожної сторони голови по 1 вічку. Гіпостом з поперечними борозенками. Верхня губа поперечна. Мандибули з неглибокою поперечною борозною. Основна частина пронотуму, терґіти і стерніти середньо- і задньогрудей, а також сегменти черевця покриті мікроскопічними шипиками. Ноги рудиментарні у вигляді маленького нечленистого горбика. Мозолі черевця з 4-а поздовжніми борозенками. Дихальця великі, овальні.

## Життєвий цикл
Генерація — 2-3-річна.